# Ольденбург, Фёдор Фёдорович (1791)
Фёдор Фёдорович Ольденбург (Friedrich Gustav von Oldenburg; 1791 — после 1859) — русский генерал от инфантерии из дворянского рода Ольденбургов. Дед академика С. Ф. Ольденбурга.
Сын лифляндского помещика Фридриха-Эрнста фон Ольденбурга и его жены Марии-Елизаветы Тиманн. Служил офицером с 1809 года. В 1829 году произведён в генерал-майоры. В 1843 году произведён в генерал-лейтенанты. С 1843 по 1845 годы начальник 16-й пехотной дивизии. С 1845 года состоял по Инженерному корпусу.
С 1846 по 1848 годы комендант Брест-Литовской крепости. С 1848 по 1859 годы начальник 10-го Округа Отдельного корпуса внутренней стражи. В 1859 году произведён в генералы от инфантерии.